# Николай Стоев
Николай Стоев е съвременен български художник, който живее и работи във Велико Търново. Твори в сферата на живописта, като в картините му се откриват елементи на магическия реализъм и наивистичното изкуство.

## Биография
Роден е на 11 юни 1959 г. в село Масларево, в семейство на учители. Израства в Горна Оряховица. Постепенно се насочва към изобразителното изкуство. „В 11-ти клас не знаех какво ще става, какво ще правя. Винаги съм рисувал добре. Не съм си мислил, че всеки го може, а това, че аз го мога просто е някаква екстра, сложена в мен. Така реших да ставам художник, като не знаех какво точно значи това“, признава той в интервю.
През 1983 г. завършва живопис във Великотърновския университет ”Св. Св. Кирил и Методий”, факултет по изобразителни изкуства. От тогава е имал над 20 самостоятелни изложби, както и множество участия в колективни изложения, биеналета и изложби в България и чужбина.
Живее и работи във Велико Търново със съпругата си Елена Стоева. И двамата са художници на свободна практика.

## Творчество

### Стил
Характерният му стил се отличава с хумористични сюжети, изпълнени с разнообразни персонажи, ситуации и алегории. В изкуството му освен битови, присъстват и митологични и библейски сюжети, както и цяла серия картини на тема „Зодиак“. Той самият се затруднява да определи точно своя стил
Жанрът на картините на Николай Стоев често бива определян като наив, но той самият е колеблив да се причисли към този стил

### Самостоятелни изложби
- 2000, 2003, 2005, 2008, 2011 г. – галерия „Edition 88“ – Люксембург;
- 2001 г. – галерия „Възраждане“ – Пловдив;
- 2001 г. – галерия „Спектър“ – Велико Търново;
- 2001, 2005 г. – галерия „Pro Arte Kasper“ – Морж, Швейцария;
- 2006 г. – галерия „Топ Арт“ – Велико Търново;
- 2007, 2009 г. – галерия „Възраждане“ – Пловдив;[6]
- 2009 г. – галерия „Adamo“ – Ню Йорк, САЩ;
- 2010 , 2015, 2018 г. – галерия „Папийон“ – Варна;[7][8][9]
- 2012 г. – галерия „Josephine“ – Нарден, Naarden-Vesting, Нидерландия;
- 2013 г. – галерия „IAM Interartmania“ – Лозана, Швейцария;
- 2017, 2019 г. – галерия „Арте“ – София;[10][11]
- 2019 г. – Галерия „Дяков“ – Пловдив.[12]

### Участия в колективни изложби и проекти
Николай Стоев участва и в колективни изложби:
- 1992 – Участие в изложба „Via di Nani“ – Торино, Италия
- 1993 – Колективна изложба „Иконата и българския магически реализъм“ – Париж (Франция), Културен център A.M.O.R.C (Древен и съвременен орден на Кръста на розата), представен с 26 платна;
- 1993 – От тази година е постоянно представен в галерия „Naifs du Monde Entier“ – Париж, Франция;
- 1999 – Участие в изложба „Корабът на глупците“ – „Centre europeen de l’art fantastique“, Chateau de Gruyeres, Швейцария;
- 2000 – Участие в „Arte Europa Reggio 2000“ – Reggio Emilia – Италия;
- 2000 – Участие в международна изложба „Сто метаморфози: Жената“ – „Centre Europeen de l’art fantastique“, Chateau de Gruyeres, Швейцария;
- 2001 – Участие в „Arte Europa“ – Reggio Emilia – Италия, (Immagina./Mostra Mercato di Arte Contemporanea);
- 2002 – Международна изложба „Послания“ – Галерия „Pro Arte Kasper“ – Морж, Швейцария;
- 2008 – Участие в представителна обща изложба на галерия “Edition88" – Люксембург;
- 2010 – Участие в „Art Messe Innsbruck“ – ИнсбрукИнсбрук, Австрия;
- 2011, 2015 – Участие в Международно биенале на хумора и сатирата в изкуствата – Габрово;
- 2011 – 2014 – Участие в „Есенен салон“ – Wadenoijen, Нидерландия;
- 2015 – Участие в „Lisbon International Naif Art Exhibition“, 7th Edition – „Allarts“ gallery – Лисабон, Португалия;
- 2016, 2017, 2020 – Участие в „ARTANKARA“, Contemporary Art Fair – Анкара, Турция;
- 2017 – Участие в „7eme Salon d’Art Naif a Versailles“ на „Grupe International des Primitifs Modernes dits „Naifs“ – Версай, Франция;
- 2017 – Участие в „Regard Naif Europeen“ – Колективна международна есенна изложба на галерия „Jacqueline Bricard“ – Лурмарин, Франция;
- 2018 – Участие в международно Биенале „10-eme Biennale d’Art Naif d’Andresy“ – Андреси, Франция;
- 2018, 2019, 2020 – Участие в международна изложба „Arte Naif Europeo“ на галерия „Eboli“ – Мадрид, Испания;
- 2018 – Участие в международна изложба „Art Naif – Salon International en Baie de Somme“ – Saint Vallery sur Somme, Франция;
- 2018 – Участие в международна изложба „Contemporary Art Istambul“ – Истанбул, Турция;
- 2019 – Участие в международна излжоба „1-er Salon International d’art naïf" – Saint-Jean-Cap-Ferrat, Франция;
- 2021 – Участие в изложба „Лауреати“, изградена от творби на носителите на Годишната награда на Галерията – галерия „Дяков“, Пловдив.

## Награди
- 1999 – Втора награда в 28-и международен конкурс ”Prix Suisse et prix d`Europe” на галерия ”Pro arte Kasper” – Морж, Швейцария;
- 2001 – Grand Prix в 30-и, юбилеен международен конкурс „Prix Suisse et Prix d`Europe“ на галерия „Pro Arte Kasper“ – Морж, Швейцария;
- 2004 – Награда на публиката на 34-ти международен конкурс ”Prix Suisse et Prix d’Europe“ – Галерия „Pro Arte Kasper“ – Морж, Швейцария;
- 2009 – Награда на Министерство на Културата на Република България за раздел (категория) живопис на 19-о Международно биенале на хумора и сатирата в изкуствата – Габрово;
- 2009 – Специална награда на 25-о Международно биенале на хумора в изкуството (Premio Internazionale „Citta di Tolentino“ 2009, Menzione speciale per il significativo livello artistico ed umoristico) – Толентино, Италия;
- 2019 – Годишната наргада на Галерия „Дяков“ за 2019 година.[14]